# Alice Seeley Harris
Alice Seeley Harris (Malmesbury, Wiltshire, 24 de mayo de 1870-Guildford, 24 de noviembre de 1970) fue una misionera y fotógrafa británica que trabajaba de funcionaria en el Ministerio de Exteriores británico.

## Biografía
Hija de Caroline y Alfred Seeley. Contrajo matrimonio con John Hobbis Harris el 6 de mayo de 1898 en el registro civil de Londres. Fue madre de Alfred, Margaret, Katherine y Noel.

### Ámbito profesional
Seeley se casó en 1898 con John Hobbis Harris y pasaron su luna de miel en el SS Cameron, durante un viaje de tres meses por el Estado libre del Congo donde los enviaron como misioneros. El Estado libre del Congo era el feudo personal de Leopoldo II, rey de los belgas y primo de la reina Victoria. Seeley fue pionera en el uso de la fotografía. Expuso los horrores del colonialismo en el Congo a manos del rey belga Leopoldo II, tomando cientos de fotografías para  documentar la violencia extrema a la que eran sometidos los pobladores del Congo. Pronto descubrieron que los nativos eran golpeados y torturados por soldados y capataces si no habían producido suficiente caucho en un día. A sus hijos les amputaron las manos y los pies y violaron a sus esposas. Seeley se dio cuenta de que solo se creerían estas atrocidades si se veían las fotografías de estos horrores, por lo que utilizó su cámara de caja para tomar cientos de fotografías  enviando las placas fotográficas a Inglaterra. 
En 1902 regresaron a Inglaterra y se pusieron en contacto con Ed Morel de la Congo Reform Association para dar a conocer estos abusos contra los derechos humanos. Dieron conferencias en el Reino Unido, Estados Unidos y Europa continental, todas ilustradas con las fotografías que  ejerciendo presión sobre el rey Leopoldo tuvo que ceder la propiedad del Congo a Bélgica en 1908 y más renunciar a su propiedad personal del estado más grande de África Central. 
Cuando el matrimonio Harris regresó al Congo descubrieron que había habido una mejora real en el trato a los nativos. Se convirtieron en cosecretarios de la Asociación de Reforma del Congo y más tarde John fue secretario de la Sociedad Antiesclavista y diputado liberal por lo que fue nombrado caballero.
En 1970, Alice cumplió 100 años y fue entrevistada por Radio 4 de la BBC en un programa llamado Women of Our Time (Mujeres de nuestro tiempo). Fue la primera centenaria en ser miembro de la Sociedad de Estudios Locales de Frome (Frome Society for Local Study), que ha colocado una placa cerca de donde vivía en Frome.

## Galería

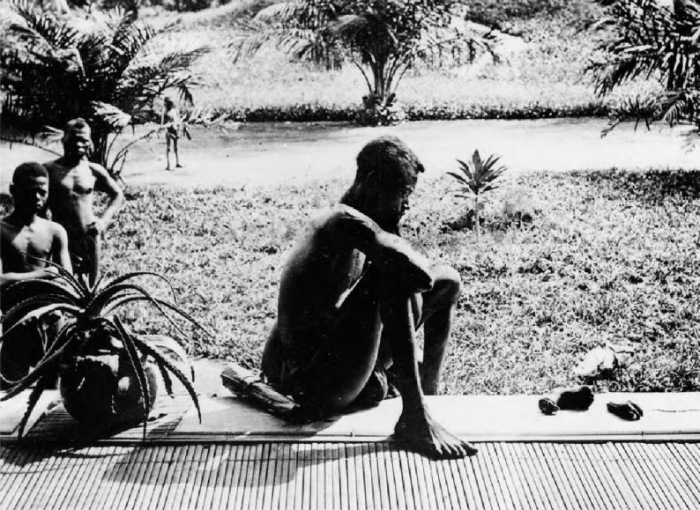
Hombre mira las manos de su hija de 5 años. Fotografía de Alice Seeley en 1904.
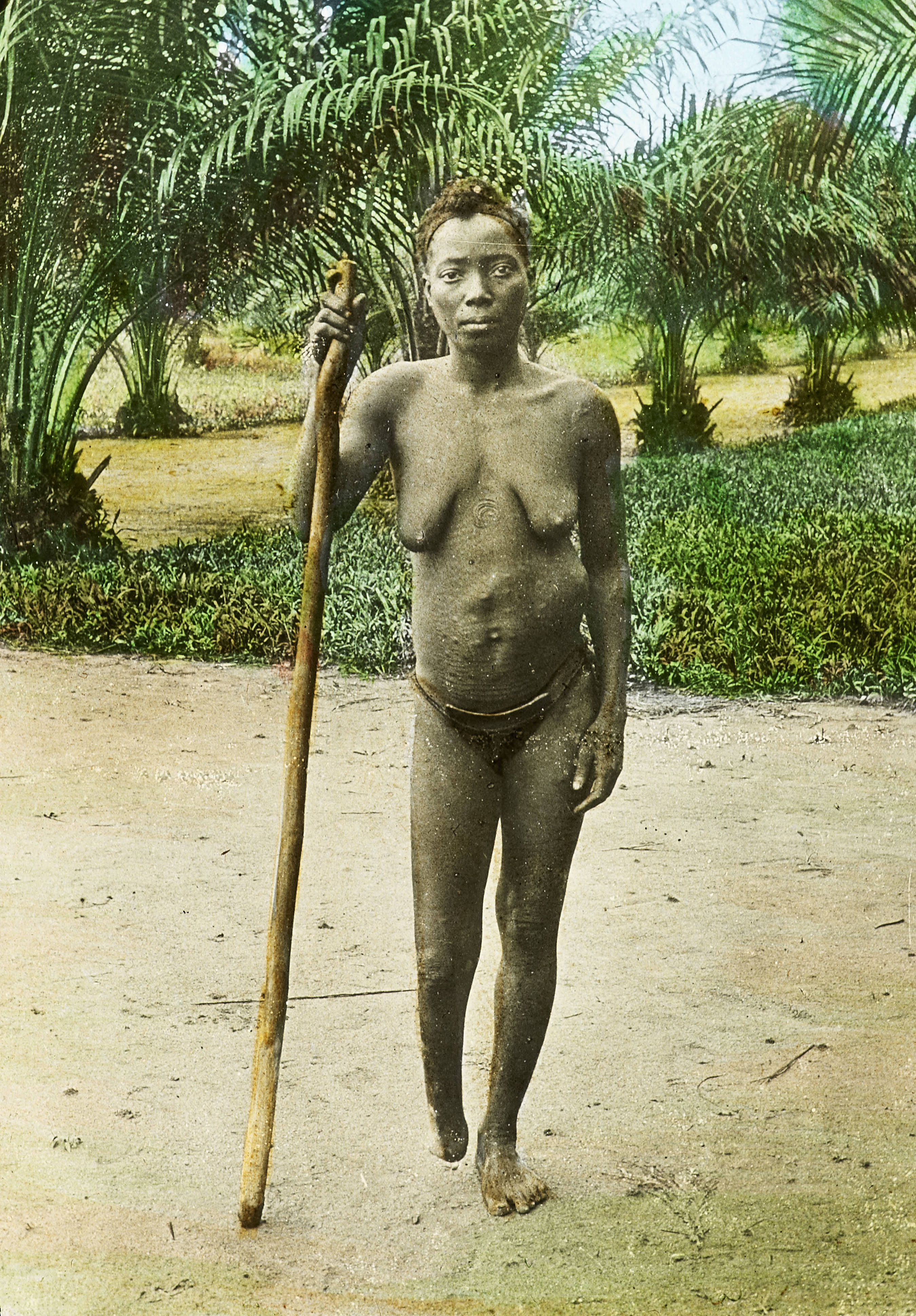
Diapositiva de linterna tintada titulada "Las atrocidades del Congo" que muestra a una joven mutilada

## Premios y reconocimientos
- En 1933, se convirtió en Lady Alice cuando su marido fue nombrado caballero, pero era conocida por decir "¡no me llames Lady!" [7] Algunos comentaristas piensan que Alice debería haber recibido un honor por sus servicios, por derecho propio, al haber sido una de las primeras personas en utilizar la fotografía en una campaña de derechos humanos.

- Del 24 de enero al 7 de septiembre de 2014, el Museo Internacional de la Esclavitud de Liverpool organizó una exposición titulada Brutal Exposure: the Congo centrada en las fotografías de Alice.[8]

- En 2017 se inauguró una placa en Merchants Barton, Frome, en recuerdo de la vida y obra de Seeley.[9] La placa dice: "Alice Seeley, Lady Harris Caminante contra la esclavitud, fotógrafa, misionera en el Congo, artista, azote del rey Leopoldo II de los belgas, vivió en 3 Merchants Barton 1882 - 1888 Nació en Malmesbury el 24 de mayo de 1870. Fallecido en Guildford el 24 de noviembre de 1970".[10][9]